# 科那斯 (將軍)
科那斯（古希臘語： Koινoς，？－前326年），他是波利摩克拉提斯之子，也是帕曼紐的女婿，是相當有能力的將領。在亞歷山大大帝遠征期間。科那斯是最忠誠的將領之一。
在前334年，當亞歷山大進軍至卡里亞時，他讓著剛結婚的士兵回馬其頓與新婚妻子過冬，而科那斯就是受命帶著他們回歐洲的將領之一，在來年，即前333年，科那斯再帶著這些馬其頓士兵於戈爾迪烏姆（Gordium）與亞歷山大會合。科那斯在亞歷山大的軍隊中占有一席之地，並在許多場合有傑出表現，在所有亞歷山大的戰爭中，他通常率領最右邊馬其頓方陣部隊，在古希臘軍事中，最光榮就是這個位置，通常會給軍隊中最精銳的部隊，而他能率領這支最精銳的方陣部隊意味著，他相當可靠，很可能是軍事上富有才華，或戰場上很英勇，他很可能因自己常以身做則，而受到敬重。
前330年，帕曼纽之子菲罗塔斯被控谋反，帕曼纽亦遭株连。
當前326年亞歷山大遠征印度，到了希達斯皮斯河時，與印度當地國王波羅斯進行希達斯皮斯河戰役，科那斯當時率領一部份的騎兵與亞歷山大的騎兵成功擊退敵人騎兵，戰功顯赫。當戰役勝利後，亞歷山大依舊想繼續進軍，但他的士兵卻相當疲憊不想再前進之時，科那斯當時大膽挺身而出，勸建亞歷山大回家的必要。最後亞歷山大採納他的意見，啟程返鄉，但科那斯不久之後因病病逝，亞歷山大為他舉辦隆重的葬禮，為他哀傷不已，並說科那斯當時如此堅定提出歸程的必要，而他自己卻注定無法再看到家鄉一面。

## 腳註
1. ↑   阿利安, 《亞歷山大遠征記》, i. 6, 14, 24, 29, iv. 16-18, 27, v. 16, 17, 21, 27, vi. 2-4; 昆圖斯·庫爾蒂烏斯·魯夫斯, 《Historiae Alexandri Magni》, iii. 9, v. 4, vi. 8, 9, viii. 1, 10, 12, 14, ix. 3; 西西里的狄奧多羅斯, 《歷史叢書》 xvii. 57, 61

## 外部連結
- Livius （页面存档备份，存于）, Coenus （页面存档备份，存于） by Jona Lendering
- Wiki Classical Dictionary: Coenus
- Pothos.org, Coenus, son of Polemocrates